# María Reig López-Acedo
María Reig López-Acedo (Barcelona, 3 de octubre de 1992) es una periodista y escritora de ficción, especializada en el género de novela histórica.

## Biografía
María Reig estudió el Grado de Periodismo en la Universidad Complutense de Madrid, cursando después el Máster en Dirección de Comunicación Corporativa en EAE Business School.
En 2018 lanzó una campaña de micromecenazgo (crowdfunding) para poder publicar su primera novela: Papel y tinta. La campaña tuvo éxito y logró superar el objetivo de recaudación. Esta promoción llegó a oídos de la editorial Suma de Letras (Penguin Random House), que se interesó por la obra y fue quien la publicó finalmente en 2019 y ha logrado vender más de 75.000 ejemplares. La obra fue distinguida en el Debut Literario del Año de El Corte Inglés.
Entre su debut y el inicio de 2023, ha publicado dos novelas más.